# ضیاءالدین نبوی
سیدضیاءالدین نبوی چاشمی (زادهٔ ۱۳۶۲ قائمشهر) زندانی سیاسی، دانشجوی دانشگاه علامه طباطبایی و دانشجوی مهندسی شیمی در سال ۸۱ وارد دانشگاه صنعتی نوشیروانی بابل شد و از سال ۸۲ تا ۸۶ با رای دانشجویان، عضو شورای مرکزی انجمن اسلامی این دانشگاه بود.

## زندگی
در سال ۸۶ به دلیل برگزاری اعتصاب غذا به همراه ۱۵ دانشجوی دیگر دانشگاه، در یورش شبانه نیروهای امنیتی به دانشگاه بازداشت شد. او همچنین دو ترم از تحصیل تعلیق شد. ضیا نبوی در کنکور کارشناسی ارشد سال ۸۷ علی‌رغم کسب صلاحیت علمی، از تحصیل محروم شد. پس از آن، با تشکیل شورای دفاع از حق تحصیل برای دفاع از حق دانشجویان محروم از تحصیل، به عضویت و به عنوان سخنگوی این شورا درآمد.

## بازداشت و آزادی
ضیا نبوی در اعتراضات جنبش سبز ایران حضور داشت و در شب ۲۵ خرداد ۸۸ با چند نفر از دوستانش و عاطفه نبوی بازداشت شد. در ابتدا اتهامات وی شامل محاربه، «اقدام علیه امنیت ملی» و همکاری با سازمان مجاهدین خلق ایران بود که بعداً به «تشویش اذهان عمومی» کاهش یافت. روند بازجویی و فشارهای جسمی و روحی که در طول ۱۲۰ روز تحقیقات مقدماتی بر این فعال دانشجویی وارد شد، بارها مورد اعتراض فعالان حقوق بشر قرار گرفت.

### آزادی
ضیا نبوی پس از گذراندن بیش از ۸ سال حبس در تاریخ ۲۵ بهمن ۱۳۹۶ از زندان آزاد شد.

## محاکمه
ضیاءالدین نبوی از سوی شعبه ۲۶ دادگاه انقلاب اسلامی به قضاوت قاضی پیرعباسی، به ۱۵ سال زندان و ۷۴ ضربه شلاق محکوم شد، که ۱۰ سال از این حبس در شهرستان ایذه است. این حکم در دادگاه تجدیدنظر به ده سال حبس در تبعید تبدیل شد. او در مهرماه ۱۳۸۹ بدون اطلاع قبلی به زندان کارون اهواز منتقل شد و سپس در اردیبهشت ماه ۱۳۹۳ به زندان سمنان منتقل شد. عفو بین‌الملل اعلام کرده است که وی در خطر شکنجه است و همچنین درخواست آزادی بی‌قید و شرط نبوی را کرده است.
اگرچه طبق ماده ۵۸ قانون مجازات اسلامی محکومان به حبس تا ده سال، پس از گذراندن یک سوم دوران زندان خود می‌توانند از آزادی مشروط استفاده کنند، اما به دلیل اتهام محاربه از طریق همکاری با سازمان مجاهدین خلق، از موافقت با آزادی مشروط وی جلوگیری شده است. این این زندانی سیاسی سابق، در آخرین نامه اش به رئیس قوه قضائیه ایران در مهرماه ۱۳۹۵ بار دیگر اتهامش را رد کرده و گفته است که بار یک اتهام غیرواقعی بیشتر از حبس و زندان او را آزار می‌دهد.
این دانشجوی زندانی بعداً و طی دوران زندان خود نیز بارها اتهامات خود را رد کرده و به نحوه دادرسی اعتراض کرده است، ۴۶ تن از هم‌بندیان او نیز در نامه‌ای به رئیس قوه قضائیه شهادت دادند که این اتهام هیچ نسبتی با تفکرات و فعالیت‌های ضیا نبوی نداشته است. ضیا در نامه‌ای از زندان به رئیس قوه قضائیه در رد اتهام ارتباطش با سازمان مجاهدین خلق نوشت: «بنده به واسطهٔ موقعیت خاص خانوادگی که داشتم و با توجه به حساسیت‌های خاصی که متوجه خانوادهٔ بنده بود، همواره مراقب بودم که تا هیچگاه، حتی به صورت ناخود آگاه نیز، کوچک‌ترین ارتباطی با گروه مزبور برقرار نکنم و به همین واسطه و همان‌طور که در گزارش وزارت اطلاعات نیز ذکر شده، بنده به هیچ تماس مشکوکی، حتی از سوی خبرگزاریها نیز پاسخ نمی‌دادم و در کمال ناباوری مشاهده می‌شود که این استنکاف از ارتباط که منطقا می‌بایست مدرکی به نفع بنده باشد به گونه‌ای ناباورانه علیه بنده استفاده شد و مستند حکم ۱۰ سال حبس تعزیری به جرم ارتباط و همکاری با منافقین قرار گرفته است.»

## بازداشت مجدد
ضیاء نبوی در تاریخ ۹ مرداد ۱۳۹۷ برای دیدار با فرهاد میثمی، فعال مدنی در منزل او به سر می‌برد. وی در این روز به همراه فرهاد میثمی بازداشت شد و پس از یک روز آزاد گردید.
ضیا نبوی ۶ اسفند ۱۳۹۸ مجدداً بازداشت شد.

### اعتراض به ساقط کردن هواپیمای اوکراینی
در جریان اعتراضات ۱۳۹۸ دانشجویان ضیا نبوی بازداشت شد و در دادگاه به یک سال حبس تعزیری محکوم شد.

### اعتراض به مسمومیت‌های سریالی دانش‌آموزان
ضیا نبوی و هستی امیری از دانشجویان دانشگاه علامه تهران به دلیل اعتراض به مسمومیت‌های سریالی دانش‌آموزان به دادگاه انقلاب احضار و به اتهام تجمع ۱۶ اسفند ۱۴۰۱ دانشجویان علامه در اعتراض به مسموم‌سازی‌های سریالی دانش‌آموزان مدارس و «تبلیغ علیه نظام» محاکمه و به یک سال زندان محکوم شدند. این حکم در ۱۸ فروردین ۱۴۰۳ اجرایی شد.

## محکومیت پس از اعتراض به مسمومیت‌های زنجیره‌ای
ضیاءالدین نبوی و هستی امیری، پس از حضور در تجمع دانشجویی مورخ ۱۶ اسفند ۱۴۰۱ در اعتراض به مسمومیت زنجیره‌ای در مدارس دخترانه ایران، از سوی دادگاه انقلاب تهران به یک سال حبس تعزیری محکوم شدند.

## ساس در زندان اوین
ضیا نبوی با نگارش نامه ای به شرح آزارهای روحی و جسمی ناشی از وجود ساس در بند هشت زندان اوین پرداخت. او در این نامه اشاره کرده که بی‌توجهی مسئولان زندان برای بهبود شرایط موجود، شبانه بسیاری از زندانیان را ناچار به استفاده از داروهای خواب‌آور کرده است. این شرایط نشان‌دهنده نادیده گرفتن حقوق ابتدایی و بهداشتی زندانیان است. به دلیل انتشار خبر وجود ساس در زندان، نبوی به انفرادی منتقل شد.